# Yoshirō Muraki
Yoshirō Muraki (Tokyo, 15 agosto 1924 – Setagaya, 26 ottobre 2009) è stato uno scenografo, costumista e direttore artistico giapponese.
È stato candidato per tre volte al Premio Oscar per la migliore scenografia per i film: Tora! Tora! Tora! (1970), Kagemusha - L'ombra del guerriero (1980) e Ran (1985). 
Ha ricevuto una nomination al Premio Oscar per i migliori costumi per il suo lavoro in La sfida del samurai (1961).
Ha collaborato in più occasioni con Akira Kurosawa.

## Filmografia parziale

### Scenografo
- Il trono di sangue (Kumonosu-jō), regia di Akira Kurosawa (1957)
- La fortezza nascosta (Kakushi-toride no san-akunin), regia di Akira Kurosawa (1958)
- La sfida del samurai (Yōjinbō), regia di Akira Kurosawa (1961)
- Tora! Tora! Tora!, regia di Richard Fleischer, Kinji Fukasaku e Toshio Masuda (1970)
- Dodes'ka-den (Dodesukaden), regia di Akira Kurosawa (1970)
- Kagemusha - L'ombra del guerriero (Kagemusha), regia di Akira Kurosawa (1980)
- Ran, regia di Akira Kurosawa (1985)
- Haru kuru oni, regia di Akira Kobayashi (1989)
- Sogni (Yume), regia di Akira Kurosawa e Ishirō Honda (1990)
- Rapsodia in agosto (Hachi-gatsu no kyôshikyoku), regia di Akira Kurosawa (1991)
- Madadayo - Il compleanno (Madadayo), regia di Akira Kurosawa (1993)